# Emiliano Agüero
Emiliano Germán Agüero (Buenos Aires, 21 gennaio 1995) è un calciatore argentino, centrocampista svincolato.

## Caratteristiche tecniche
È un centrocampista difensivo.

## Carriera
Cresciuto nelle giovanili del River Plate, nel 2014 viene ceduto in prestito per una stagione all'Argentinos Juniors. Debutta da professionista il 15 febbraio 2015 disputando da titolare il match vinto 2-0 contro l'Atlético Rafaela.